# محمد علي رضا (ملاكم)
محمد علي رضا (ولد في حارة المغربلين بحي الجمالية بالقاهرة في 19 فبراير 1975) هو ملاكم أولمبي مصري شارك في منافسات الملاكمة في وزن فوق 91 كجم بدورة الألعاب الأولمبية الصيفية 2004 في أثينا، وفاز بالميدالية الفضية، كما فاز بفضية نفس الوزن في دورة الألعاب الأفريقية التي أقيمت في أبوجا سنة 2003.

## الميداليات
| الميدالية | المسابقة                       |
| --------- | ------------------------------ |
| فضية      | الألعاب الأولمبية الصيفية 2004 |
| فضية      | ألعاب عموم أفريقيا 2003        |

## روابط خارجية
- محمد علي رضا على موقع أوليمبيديا (الإنجليزية)